# Het lot van de nar
Het lot van de nar (Fool's Fate) is het derde boek in de Boeken van de Nar-trilogie geschreven door de Amerikaanse auteur Margaret Lindholm (pseudoniem: Robin Hobb). Deze trilogie vervolgt het leven van FitzChevalric Ziener (van de Boeken van de Zieners-trilogie). De trilogie speelt zich vijftien jaar later af. Lindholm was hierna niet van plan hierover nog meer boeken te schrijven, toch schreef ze in april 2015 een vervolg op deze serie: Fitz en de Nar; de moordenaar van de Nar.

## Samenvatting van het boek
Een verbintenis tussen 'de Zes Hertogdommen' en 'de Buiteneilanden' zal vrede in de wereld brengen, waardoor het van groot belang is dat kroonprins Plicht met Narkieza Elliana van de Clan Narwal zal trouwen. De Narkieza eist echter als huwelijksgeschenk het hoofd van de bevroren draak IJsvuur, die in een gletsjer op het eiland Aslevjal vastzit. Met een kleine groep getrouwen gaat de prins naar dit eiland. Ondertussen vraagt Chade, de raadgever van de prins, zich af welke reden de Narkieza en haar raadgever, beschermer en oom Peottre hebben om prins Plicht deze opdracht te geven. Bovendien worden ze geconfronteerd met tegenstand van De Nar, de eilandbewoners, de coterie van Wijzen, de Zwarte man, enkele eigen getrouwen, en bovenal van de draak Tintaglia.
Prins Plichts coterie van Wijzen, die onder leiding van Web staat, gaat met de prins mee om hem te helpen met zijn queeste. De Wijsheid is een magie die het mogelijk maakt om te communiceren met dieren, en werd lange tijd als iets slechts beschouwd. Door prins Plicht, die zelf de Wijsheid bezit, te helpen, kunnen de Wijzen echter hun positie in 'de Zes Hertogdommen' verbeteren, wat van belang is omdat de zogenaamde Bonte Wijzen het land teisteren. Als echter blijkt dat de draak nog leeft, besluit de coterie de getrouwen van de prins wel te helpen om de draak te bevrijden uit het ijs, maar zeker niet met het doden van de draak.
Ook Prins Plichts 'Vermogens-Coterie', bestaande uit de prins, Heer Chade, de Bolle en FitzChevalric, gaat mee met de queeste. Het 'Vermogen' is een aangeboren magie voor geestelijk contact en manipulatie, die het belangrijkste erfdeel is van de heersende 'Zieners-dynastie'. Helaas is er veel informatie over deze magie verloren gegaan, en heeft slechts FitzChevalric voor korte tijd een opleiding gehad van een vermogensleraar. Bovendien heeft Heer Chade, doordat hij pas laat in zijn leven begonnen is met vermogenstrainingen, slechts een geringe vermogenskracht, en zorgt de geestelijk gehandicapte Bolle, die van hen allen het sterkst is, voor veel problemen. Tenslotte hoort een coterie uit vijf man te bestaan, waardoor ze niet optimaal gebruik kunnen maken van deze magische kracht. Toch wordt er gedurende de queeste vaak succesvol van gebruikgemaakt, en is deze magie van groot belang als blijkt dat zowel de draken als 'de Bleke Vrouw' een vorm van vermogen bezitten.
De Nar, ofwel de Witte Profeet, 'weet' dat de draak IJsvuur niet gedood mag worden, en wil dit voorkomen. Hiermee komt hij echter tegenover zijn 'vrienden' van het koninklijk hof te staan. Ook 'weet' hij dat hij zal sterven op het eiland waar de draak vastzit. Zowel het een als het ander is voor de getrouwen van de prins voldoende reden om te zorgen dat de Nar niet meegaat met de queeste van de prins. De Nar is echter bereid zijn 'lot' te aanvaarden, en heeft zijn eigen manier om naar het eiland te gaan. Hij wekt het stenen beeld 'Meisje op de Draak' tot leven, en probeert vervolgens op het verre eiland 'geweldloos' de situatie te beïnvloeden en te veranderen. Hiervoor heeft hij, als Witte Profeet wel zijn Katalysator FitzChevalric nodig.
FitzChevalric is de Katalysator van de Witte Profeet, ofwel degene die de verandering brengt, die de Witte Profeet 'voorspeld' heeft. Beiden hebben volgens de Witte Profeet een specifieke rol te spelen in deze noodzakelijke verandering van de toekomst, maar FitzChevalric kan het dodelijk lot van zijn 'Geliefde' Nar, dat hieruit voortkomt, niet accepteren, en is bovendien gebonden aan zijn trouw aan 'De Zes Hertogdommen' en de missie van de prins. Hij wil niet langer de Katalysator van de Witte Profeet zijn, omdat hij dan zal moeten kiezen om ofwel de Nar, ofwel de prins en Chade teleur te stellen. Door zijn handelingen, maakt hij echter toch een keuze, en komt er meer informatie boven water over het ware doel van de queeste, waardoor de situatie verandert.
Als blijkt dat 'de Bleke Vrouw' de moeder en zuster van de Narkieza 'ontzield' heeft en gevangen houdt, beseft FitzChevalric en vervolgens ook de prins en Chade, dat de missie vooral door deze vrouw die zich net als de Nar een 'Witte Profeet' noemt en bovendien het vermogen bezit, op touw is gezet. Doordat de Bleke Vrouw dan inmiddels de Nar ook in handen heeft, dwingt ze FitzChevalric echter om de missie toch door te zetten. Als de queeste vervolgens echter ook door de aanstaande komst van de draak Tintaglia wordt bedreigd, moeten FitzChevalric, de prins en Chade wederom een nieuwe keuze maken, die voor de Nar fataal zal zijn, en de Bleke Vrouw dwingt om een andere methode te proberen om IJsvuur te doden.
De Draak Tintaglia heeft via haar vermogenscontact met FitzChevalric en diens contact met zijn onwetende dochter Netel enige informatie gekregen over het doel van de missie, en tracht bovenal van Netel meer te weten te komen over de draak IJsvuur. Dit brengt zowel haar als de missie van de prins in gevaar, en als Tintaglia ten slotte besluit om in te grijpen en een vermogens-bevel geeft om IJsvuur te bevrijden uit de gletsjer en in leven te laten, worden de prins en zijn getrouwen gedwongen om het doel van de queeste te veranderen. In plaats van IJsvuur te doden, moeten ze proberen hem te redden van 'de Bleke Vrouw'.
FitzChevalric, die bij vrijwel iedereen bekendstaat als Tom Dassekop, wordt tijdens deze reis gedwongen om veel keuzes te maken, die met name te maken hebben met de 'puinhoop' die hij van zijn leven heeft gemaakt. Hij probeert uit alle macht om deze keuzes te vermijden of uit te stellen. Hij wil niet de keuze maken om zijn onwetende dochter Netel te betrekken in een gevaarlijk avontuur, en haar een leven aan het hof te schenken vol plichten en verantwoordelijkheid. Hij wil niet dat iedereen te weten komt dat hij zowel de wijsheid als het vermogen bezit. En bovenal wil hij de keuze niet maken om zijn ware identiteit weer aan te nemen, doordat dit grote consequenties voor hemzelf en voor anderen heeft. Bovenal voor Netel en haar moeder Mollie.
Ondertussen wordt FitzChevalric vooral geconfronteerd met verzorgende taken, terwijl hij zich hierin juist erg onbeholpen voelt. Hij probeert zijn aangenomen zoon Pé te helpen met diens problemen. Hij probeert het gezin van Burrich waarin Netel wordt opgevoed te helpen, en weg te houden van het hofleven. Hij probeert Burrichs zoon Vlug te helpen, ondanks de weerzin die deze jongen in hem oproept. Hij probeert Prins Plichts 'Vermogens-coterie' te helpen en te onderwijzen, ondanks zijn problemen met de Bolle en de overenthousiaste Chade. Hij probeert de Bolle te helpen en te verzorgen, waarbij hij echter deze 'kleine man' echter slechts boos op hem maakt. Tenslotte moet hij bovenal zijn Nar helpen met diens taak, die niet de zijne is, en tot diens dood zal leiden. Uiteindelijk zal hij het lichaam van de Nar moeten verzorgen, en moeten kiezen wat hij ermee moet doen.